# Cilinderpers

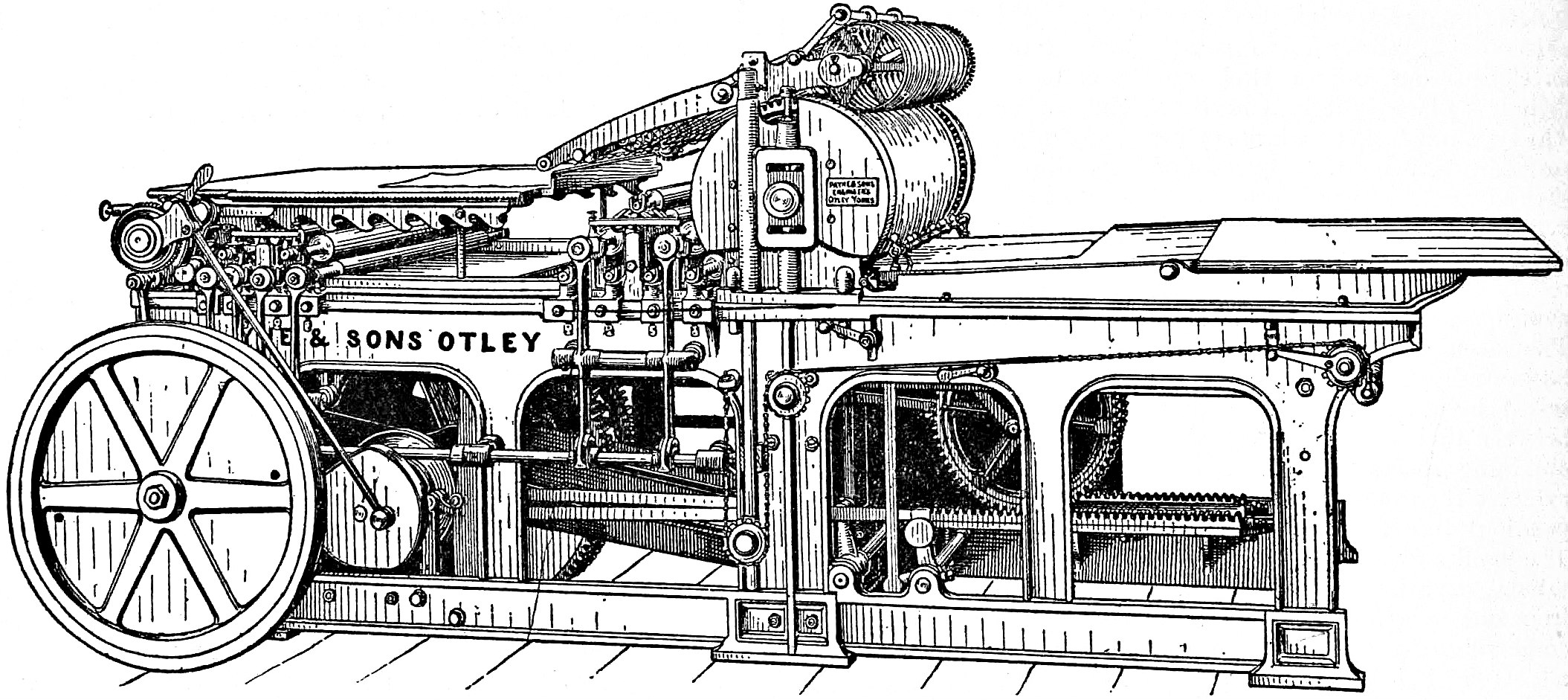
Cilinderpers

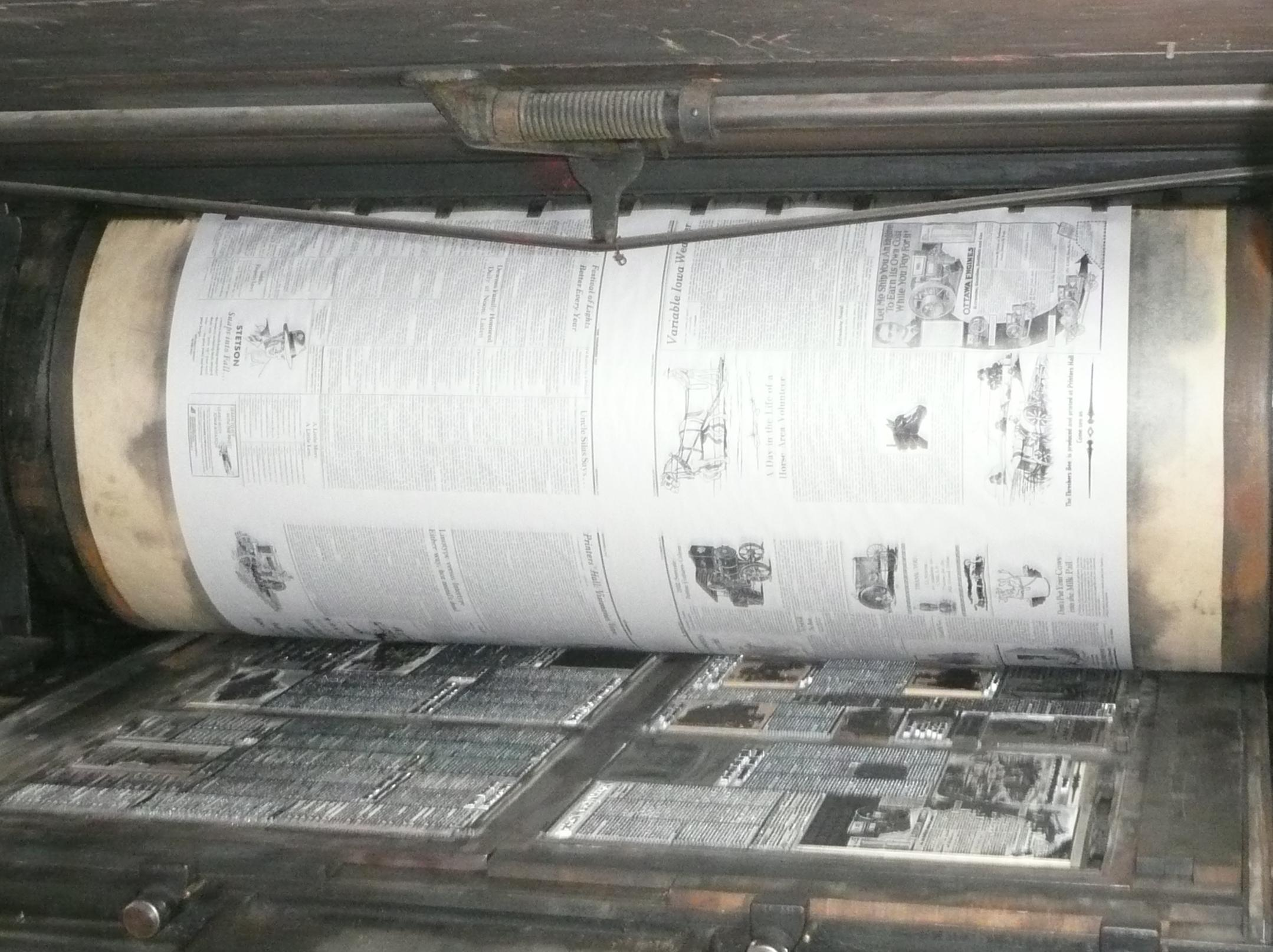
Cilinderpers

Een cilinderpers (ook: snelpers) is een soort drukpers.
De degelpers, en ook de diverse verdere ontwikkelingen daarvan, hadden als nadeel dat het drukproces in hoge mate discontinu was en een lage productiviteit kende. Bij de cilinderpers werd de degel vervangen door een drukcilinder die boven het fundament met de drukvorm afliep, waarbij het fundament met de cilinder mee bewoog. Dit betekende dat het fundament zich heen en weer moest bewegen. Op de drukcilinder was het te bedrukken papier bevestigd. Natuurlijk moest de pers zijn voorzien van apparatuur voor het bevochtigen (vochtwerk) en beïnkten (inktwerk).
De cilinderpers werd ontwikkeld door de Duitsers Frederick Koenig en Andreas Bauer. Koenig werkte al vanaf 1803 aan drukpersen en zette in 1806, samen met Bauer, in Engeland zijn werkzaamheden voort. Dit leidde tot patenten in 1810 en tot de inzet van de eerste cilinderpers in 1811 bij de drukkerij van The Times. De productie ging daarmee omhoog van 250 naar 800 afdrukken per uur. In 1814 werd een snelpers met twee drukcilinders geïnstalleerd waarmee de snelheid toenam tot 1100 afdrukken per uur. In 1816 werden twee snelpersen gecombineerd zodat men in één proces ook dubbelzijdig kon bedrukken tot 1000 dubbelzijdige afdrukken per uur.
In 1817 keerden Koenig en Bauer naar Duitsland terug en stichtten in Oberzell een fabriek voor snelpersen. Zij werden ondersteund door de Engelse werktuigkundigen Applegath en Cowper. Zij leverden opnieuw aan de drukkerij van The Times en in 1827 kon één van hun machines al 4200 afdrukken per uur vervaardigen. Uiteindelijk werd, in 1848, een machine met acht cilinders geleverd. Dit was echter het maximum, want de heen en weer gaande beweging van het fundament vormde nu een serieuze beperking.
Een verdere ontwikkeling was de rotatiepers.